# Atthakatha
Atthakatha en idioma pali: 'exposición del significado, explicación, comentario' se refiere al conjunto de comentarios theravadas al Canon Pali.
Estos comentarios se basan en las interpretaciones tradicionales de las escrituras. Los comentarios principales se basan en comentarios más antiguos hoy extraviados, en idioma cingalés antiguo, que fueron escritos en la misma época que el Canon Pali (siglo I a. C.). Algo del material de los comentarios se encuentra en textos canónicos de otras escuelas budistas, lo que sugiere una fuente común más antigua.
Al igual que sucede con el Canon Pali, el contenido de estos comentarios, compilados a partir del siglo IV, varían según la edición de que se trate. 
La colección más breve, que se encuentra en la edición Thai (1992) incluye los siguientes:
- Doce comentarios atribuidos a Buddhaghosa: comentario sobre el Vinaya-pitaka; y un comentario sobre cada uno de los textos Dīgha Nikāya, Majjhima Nikaya, Samyutta Nikaya y Anguttara Nikaya; cuatro sobre los libros Khuddaka Nikaya; y tres sobre el Abhidhamma-pitaka.
- Comentarios de Dharmapala sobre siete libros del Khuddaka Nikaya.
- Cuatro comentarios de varios autores sobre otros cuatro libros del Khuddaka Nikaya. Además, los siguientes están incluidos en una o ambas de estas ediciones: la edición burmesa Chatthasangayana (una lista de contenido se encuentra en el Thein Han 1981) y la edición cingalesa Simon Hewavitarne Bequest.
- Visuddhimagga de Buddhaghosa, una presentación sistemática de la enseñanza tradicional; los comentarios en los primeros cuatro nikayas se refieren a este en cuanto al material que analizan.
- El Patimokkha (Pruitt & Norman 2001, página xxxvi) y su comentario Kankhavitarani, refiere a Buddhaghosa
- Comentario por Dhammapala sobre el Nettipakarana, un trabajo que a veces es incluido en el canon
- Vinayasangaha, una selección de pasajes del Samantapasadika ordenados por tópico por Sariputta en el siglo XII (Crosby 2006)
- Saratthasamuccaya, comentario sobre el Paritta. En cingalés (Malalasekera 1938).